# Ellery Sike
Der Ellery Sike ist ein Wasserlauf in Cumbria, England. Er entsteht östlich von Oakshaw Ford und fließt in östlicher Richtung bis zu seiner Mündung in den White Lyne.
Der Ellery Sike ist ein Site of Special Scientific Interest mit geologischer Bedeutung. Der Wasserlauf hat Gestein aus dem frühen Karbon freigelegt. Es ist ein als Ellery Sike Kalkstein bezeichneter Gesteinstyp zu verzeichnen. Die Fossilien deuten auf einen hohen Salzgehalt des Wassers hin, wie er hinter einer Sperre am Rande eines Gewässers auftritt. Der Ort trägt wesentlich zum Verständnis der Paläogeographie des frühen Karbon im zentralen Gebiet des Northumberland Trogs bei.